# 冯刚 (足球运动员)
冯刚（1993年3月6日—），是一名中国足球运动员，现效力中国足球超级联赛球队河北华夏，司职中场。

## 俱乐部生涯
冯刚出身自杭州绿城青训体系，2011年随杭州绿城梯队组建浙江全运队以温州葆隆的名义参加2011年中国足球乙级联赛。但受国青队征召影响，赛季仅获得6次上场机会，没有进球。赛季结束后，冯刚回归杭州绿城并受到新任主教练冈田武史的赏识，提升到一队征战2012年中国足球超级联赛。3月17日，冯刚在联赛第二轮杭州绿城客场0比3不敌江苏舜天的比赛第75分钟替补王凯登场，上演中超联赛首秀。之后几轮他又得到零星替补出场的机会。5月12日，他在杭州绿城主场和辽宁宏运的比赛中首次首发登场，并在比赛中射进一球，帮助杭州绿城2比1击败对手。 他也凭借这一场比赛的表现成为球队的主力球员，6月26日，他在2012年中国足协杯第三轮的比赛中打进一球，帮助杭州绿城3比0击败上海特莱士，晋级第四轮。 之后他又在8月4日1比5不敌上海申花和8月25日3比2险胜大连实德的中超联赛中分别取得进球。

## 国家队生涯
2010年3月，冯刚首次入选中国国少队。 同年12月入选由宿茂臻挂帅的中国国青队集训名单。 2011年，冯刚先后跟随国青队参加俄罗斯格兰纳钦青年足球邀请赛、法国土伦杯和潍坊杯等足球邀请赛，但并没有入选国青队参加当年10月底至11月初进行的2012年亞足聯U19青年錦標賽資格賽的球员名单。